# Моріс Вілкінс
Мо́ріс Г'ю Фредері́к Ві́лкінс CBE, FRS (англ. Maurice Hugh Frederick Wilkins; 15 грудня 1916 — 5 жовтня 2004) — британський фізик, кристалограф і молекулярний біолог новозеландського походження, найбільш відомий за встановлення структури молекули ДНК в 1953 році.
Народився в Понгароа (Нова Зеландія). В 6 років разом з батьками переїхав в Англію. Освіту отримав в Школі короля Едуарда в Бірмінгемі. Фізику вивчав у Коледжі Св. Джона в Кембріджі і в 1938 р. отримав перший вчений ступінь. Вирушив у Бірмінгемський університет, де став асистентом на кафедрі фізики і вивчав люмінесценцію твердих тіл. Докторський ступінь отримав у 1940 р.
Починаючи з 1950 року разом із Реймондом Гослінгом працював у Королівському коледжі Лондона в Медичній дослідницькій раді на відділенні біофізики, яким керував Джон Рендалл. Пізніше до них долучилася Розалінд Франклін. Вони виконували рентгенівський дифракційний аналіз ДНК та за отриманими фотографіями визначали різницю властивостей гідратованої та висушеної молекули ДНК.
Він, разом із Джеймсом Ватсоном і Френсісом Кріком, був нагороджений Нобелівською премією з фізіології і медицини 1962 року «за свої відкриття в галузі молекулярної структури нуклеїнових кислот та їх значення для передачі інформації в живому матеріалі». Крім того, він відомий своїми дослідженнями в галузі фосфоресценції, радарних хвиль, розділення ізотопів та дифракції рентгенівських променів.

## Особисте життя
Вілкінс, перебуваючи в Берклі одружився з Рут, студенткою відділу мистецтва. У них народився син. Удруге одружився в 1959 році з Патрісією Ен Чідгей. Вони мали чотирьох дітей: Сару, Джорджа, Емілі та Вільяма.
У 2003 опублікував автобіографію «The Third Man of the Double Helix».
У роки перед Другою світовою був активним антивоєнним активістом і членом комуністичної партії (до захоплення частини Польщі радянською армією у вересні 1939). Колись секретні документи британських служб безпеки свідчать, що Вілкінс підозрювався у передачі ядерних секретів. Документи, розсекречені у серпні 2010, свідчать, що за Вілкінсом велося спостереження до 1953 року. «Після війни я думав, щоб я міг зробити, оскільки я відчував огиду щодо скидання двох бомб на цивільні центри в Японії.» — Вілкінс на британській радіо програмі Encounter у 1999 році.
Колекціонував скульптури та любив працювати в саду.